# Olivares de Duero
Olivares de Duero (appelée Olivares jusqu'en 1857) est une commune de la province de Valladolid dans la communauté autonome de Castille-et-León en Espagne.

## Administration

### Jumelages
- Beaupouyet (France) depuis 2016[2].

## Économie
Olivares se trouve dans la région de l'AOC Ribera del Duero.

## Sites et patrimoine
- Église San Pelayo (es).
- Chapelle Nuestra Señora de la Virgen de la Estrella.
- Pont de Olivares-Quintanilla.

Le retable de l'église San Pelayo, a été peint vers 1532 par le peintre de la Renaissance Juan Soreda, et d'abord attribué à Topaz. San Pelayo est un jeune courdouan martyrisé par Abd al-Rahman III, et canonisé par l’Église catholique, comme exemple de vertu de la chasteté juvénile. Les premières panneaux racontent la légende du saint. On y perçoit l'intérêt de Soreda pour la figure humaine et les nus masculins, comme on le voit dans la scène de sa torture (110 x 85 cm). Les aspects les plus dramatiques sont évités. Composé de 51 tableaux, on peut apprécier dans ce retable la participation des différents compagnons de l'atelier à qui Soreda a demandé de suivre les gravures de Lucas van Leyden, Dürer ou Marcantonio Raimondi. On y voit aussi la reproduction des fresques de Michel-Ange à la Chapelle Sixtine, utilisée dans les représentations des prophètes et sibylles de la prédelle.

Église San Pelayo
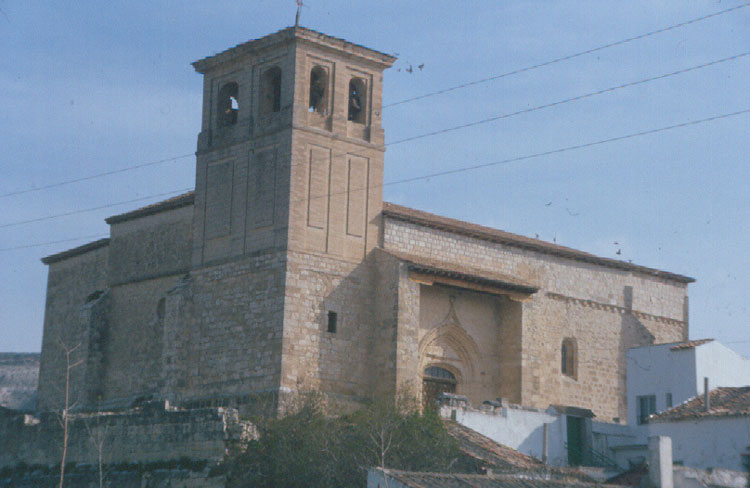
Vue générale. Fondation Joaquín Díaz.
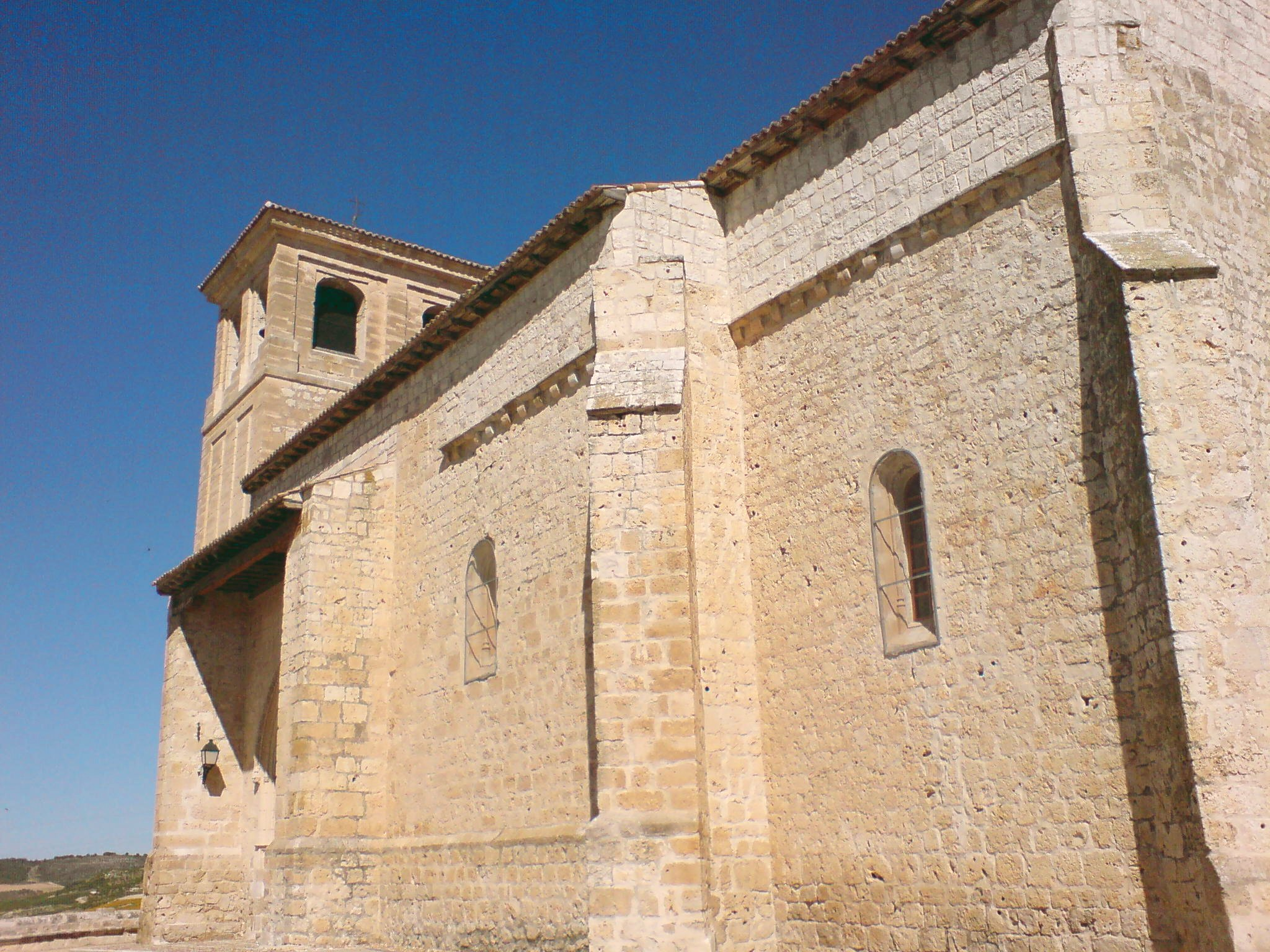
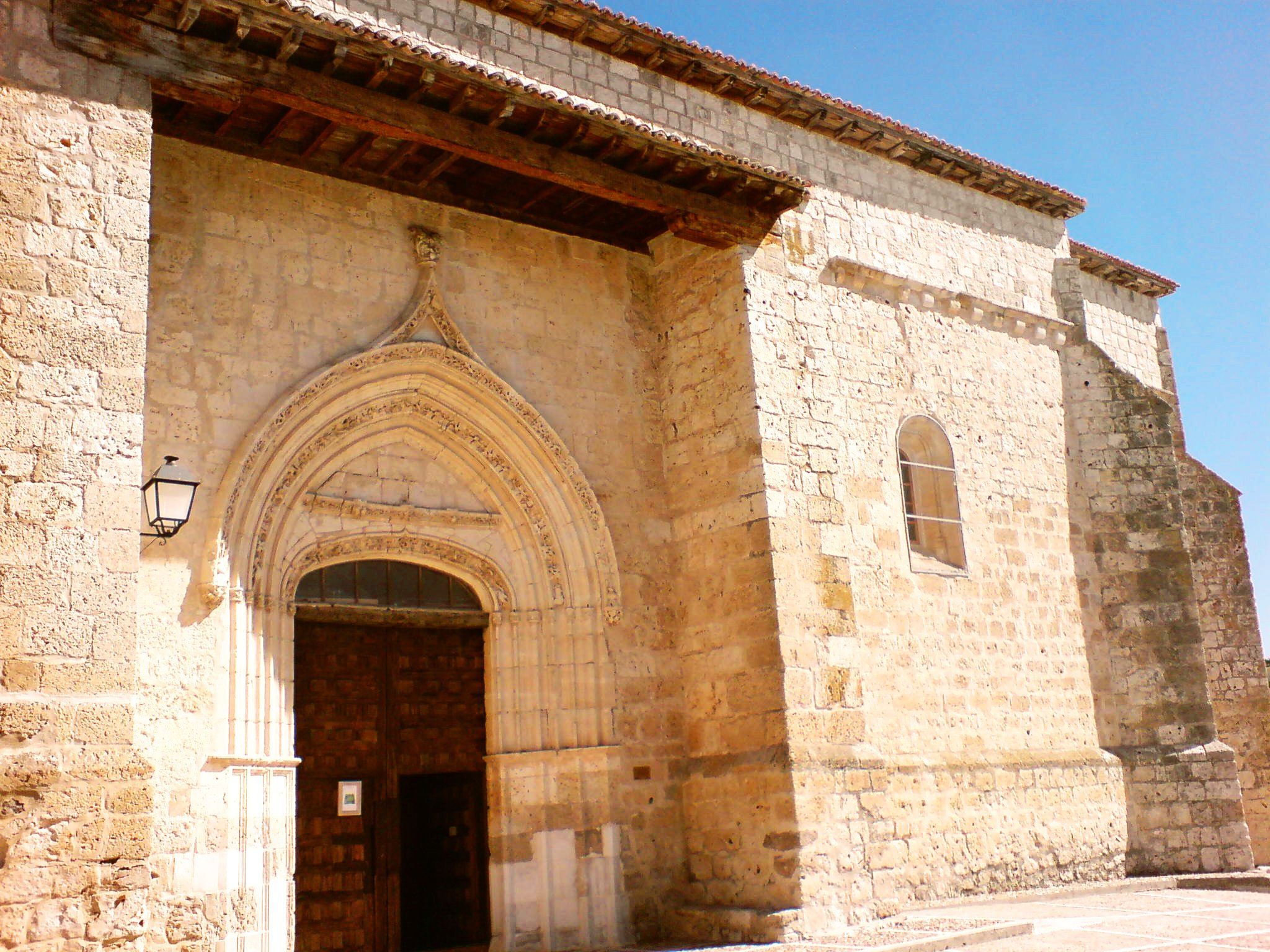
Porte principale.
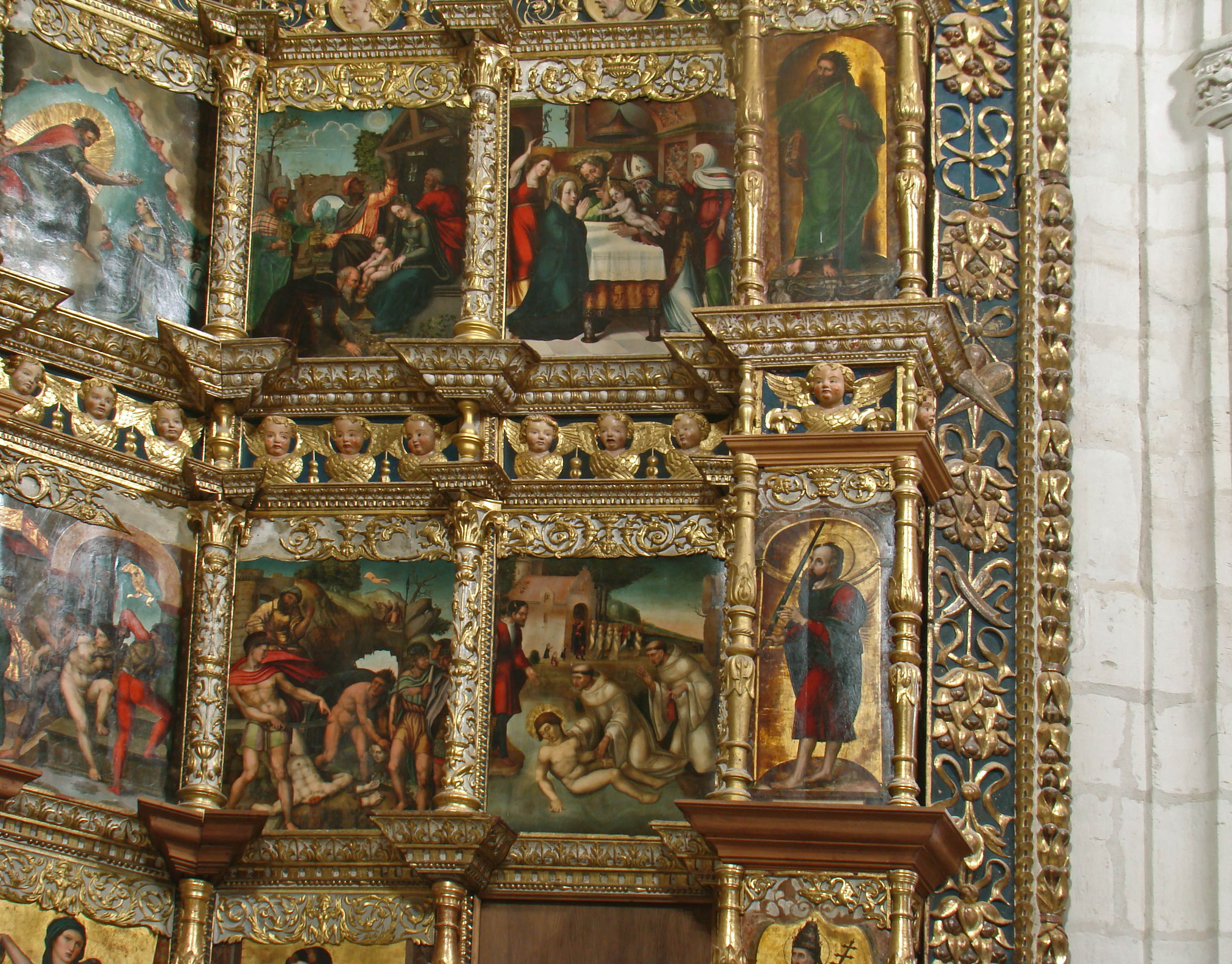
Détail du retable